# Kjell Holler

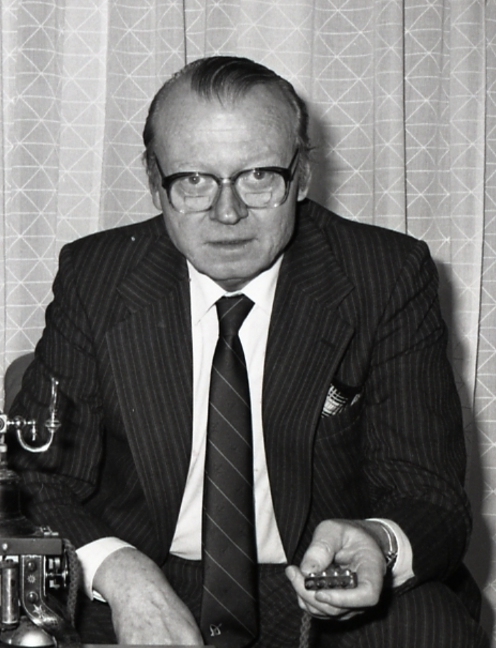
Kjell Holler (1986)

Kjell Torbjørn Holler (* 29. Juni 1925 in Rjukan, Provinz Telemark; † 1. November 2000) war ein norwegischer Ökonom und Politiker der Arbeiderpartiet.
Holler war Industrieminister in Einar Gerhardsens dritter Regierung (9. April 1959 – 28. August 1963). 1963 führte die Kings-Bay-Affäre zu den bedeutendsten Umwälzungen in der norwegischen Politik in der Nachkriegszeit. Holler wurden als Industrieminister schwere Vorwürfe im Zusammenhang mit den Kohlenbergbauunglücken in Ny-Ålesund gemacht. Schon vorher war Holler ins Schussfeld der Kritik geraten, weil die Norsk Koksverk A/S, die auf seinen Vorschlag hin gegründet worden war und die auf Svalbard abgebaute Kohle in Koks und Ammoniak weiterverarbeiten sollte, massive Budgetüberschreitungen zu verzeichnen hatte. Holler trat am 4. Juli 1963 zurück, am 28. August desselben Jahres musste die ganze dritte Regierung Gerhardsens nach einem verlorenen Misstrauensantrag im Storting wegen der Kings-Bay-Affäre zurücktreten. In der vierten Regierung Gerhardsens war Holler nicht mehr Mitglied.
Nach seinem Rücktritt arbeitete Holler in leitender Funktion für Televerket bis 1991. Daneben war er in verschiedenen Kommissionen tätig, zuletzt im Norwegischen Flüchtlingsrat.

## Auszeichnungen
- Norske Sivilingeniørers Forenings Goldmedaille
- Sankt-Olav-Orden, Kommandeur (1989).

## Werke
- Automatisering.  Spøkelse eller realitet? (1957).